# Alex Karpovsky
Alexander (Alex) Karpovsky, född 23 september 1975 i Newton i Massachusetts, är en amerikansk skådespelare, regissör och manusförfattare.
Karpovsky är främst känd från tv-serien Girls, skapad av Lena Dunham, där han har rollen som Ray. Han har även haft en roll i Dunhams debutfilm Tiny Furniture. 2013 hade han en roll i Bröderna Coens film Inside Llewyn Davis, där han spelar mot bland andra Carey Mulligan och Justin Timberlake. Karpovsky har även skrivit och regisserat flera independentfilmer som inte har gått upp på bio. 
Alma mater är Oxfords universitet och Boston University.